# Rabůvka (přítok Libavy)
Rabůvka (dříve německy Rababach) je drobný horský tok ve Slavkovském lese v okrese Sokolov v Karlovarském kraji, pravostranný přítok Velké Libavy. Po celou délku toku protéká potok chráněnou krajinnou oblastí Slavkovský les. 
Délka toku měří 2,6 km.
Správu vodního toku vykonává státní podnik Lesy ČR.

## Průběh toku
Potok pramení ve Slavkovském lese v okrese Sokolov v nadmořské výšce 755 metrů na svažitých pastvinách zvaných Vranovská pole, asi 1,2 km jihovýchodně od obce Rovná.
V mírnějším sklonu teče potok nejprve jihozápadním směrem až k okraji lesa, pak již v prudším sklonu západním směrem. Přibírá několik nepojmenovaných potůčků a v zařízlém údolí pod svahy okolních vrchů doteče do místa zaniklé obce Krásná Lípa. Zde se při horním okraji bývalé vodárenské nádrže vlévá do Velké Libavy jako její pravostranný přítok.